# Sidodadi (Bandar)
Sidodadi is een bestuurslaag in het regentschap Bener Meriah van de provincie Atjeh, Indonesië. Sidodadi telt 606 inwoners (volkstelling 2010).